# (10142) Sakka
(10142) Sakka (1993 VG1) – planetoida z pasa głównego asteroid okrążająca Słońce w ciągu 4,55 lat w średniej odległości 2,75 j.a. Odkryta 15 listopada 1993 roku.